# Утхолок
Утхолок (устар. Аккалан)— река на полуострове Камчатка в России.
Длина реки — 128 км. Площадь водосборного бассейна — 1350 км². Начинается на северном склоне горы Обзорная. Протекает по территории Тигильского района Камчатского края. Впадает в Охотское море в районе мыса Южный.
Гидроним вероятно произошёл от корякского Ыкылъавэем — «студёная река».

## Притоки
Объекты перечислены по порядку от устья к истоку.
- 9 км: Алхэн
- 12 км: Кыхч
- 27 км: река без названия
- 38 км: Калкалвэем
- 51 км: Оглямч
- 66 км: Кувшэс
- 69 км: река без названия
- 74 км: река без названия
- 82 км: река без названия
- 87 км: река без названия
- 91 км: река без названия
- 103 км: река без названия
- 108 км: река без названия
- 114 км: река без названия

## Данные водного реестра
По данным государственного водного реестра России относится к Анадыро-Колымскому бассейновому округу.